# Extrauteral abort
Partial birth abortion eller extrauteral abort (av latinets extra, "ut ur", "utom" och uterus), på fackspråk intact dilation and extraction (svenska dilaterings- och extraheringsprocedur) som är dess medicinska namn, är en politisk benämning på en viss typ av sen abort som innefattar att barnet delvis föds (partial birth); i de flesta fall i ett livsdugligt stadium[källa behövs]. Termen förekommer främst i USA och myntades 1995 av kongressledamoten Charles T. Canady. På grund av dess sena skede och det faktum att fostret avlivas när det befinner sig delvis utanför moderns kropp är ingreppet mycket kontroversiellt.
Partial birth abortion innebär att en läkare framkallar värkar hos en havande kvinna så att hon är redo att förlösas. Vid huvudbjudning skall hela huvudet vara utanför livmodern, och vid sätesbjudning skall åtminstone inte huvudet ha lämnat livmodern. Därefter punkterar läkaren barnets hjärna och suger ut hjärnsubstansen med en vakuumpump.
I svensk kontext är tillgreppet obefintligt och gränsande till vållande till annans död alternativt mord, då en individs status som person i svensk rätt inleds i och med förlossningen. Ett foster som av medicinska skäl måste aborteras på ett för sent stadium för att falla under abortlagen (som är strängare än de flesta amerikanska restriktioner) måste alltså avlivas i livmodern följt av förlossning, som därmed blir ett inducerat missfall. En läkare som avlivade ett delvis fött barn skulle alltså hypotetiskt kunna dömas till ansvar som om ingreppet utfördes på ett förlossat barn (för aktivt barnadråp är, i svensk rätt, modern den enda gärningsmannen; om en utomstående anses medverkande döms denne för dråp). I sena aborter brukar barnet förlossas för att sedan, om det bedöms lönlöst att insätta neonatalåtgärder, ges palliativ vård. I den mån barnet "avlivas" sker det alltså passivt. 

## Partial-Birth Abortion Ban Act
USA:s president George W. Bush skrev i november 2003 under Partial-Birth Abortion Ban Act, som förbjuder partial birth abortion. Lagtexten innehåller bland annat följande formulering:
| ”                                         | Any physician who, in or affecting interstate or foreign commerce, knowingly performs a partial-birth abortion and thereby kills a human fetus shall be fined under this title or imprisoned not more than 2 years, or both. | „ |
| – Partial-Birth Abortion Ban Act of 2003. | |   |

Kort efter det att lagen hade trätt i kraft hävdades det att den bröt mot USA:s konstitution. Jurister hänvisade till fallen Roe mot Wade (1973) och Stenberg mot Carhart (2000). USA:s högsta domstol beslutade genom Gonzales mot Carhart den 18 april 2007 med röstsiffrorna 5 mot 4 att lagen inte var konstitutionsvidrig. Flera demokrater, bland andra senatens nuvarande president pro tempore Patrick Leahy, stödde lagen. Andra, såväl demokrater som republikaner, uttryckte motstånd mot proceduren men röstade nej med motiveringen att den federala regeringen inte kan eller bör reglera abort; exempelvis är mord inte ett federalt brott, varmed kriminalisering av avlivandet av ett foster kan ses som en överdriven åtgärd.